# Unterbalbach
Unterbalbach ist ein Stadtteil von Lauda-Königshofen im Main-Tauber-Kreis, dem nördlichsten Landkreis Baden-Württembergs.

## Geographie

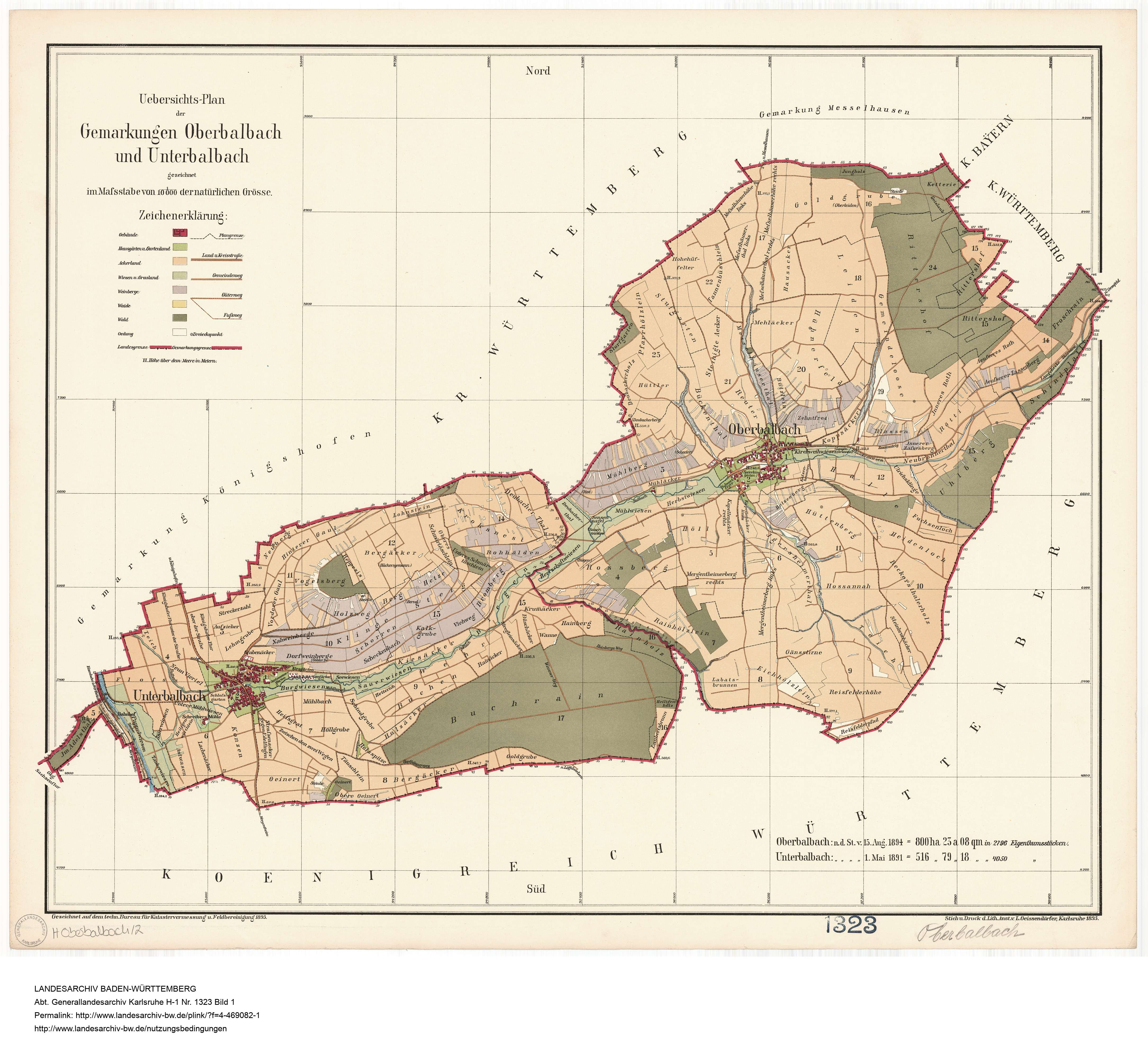
Die Gemarkung von Unterbalbach, um 1895, daneben die Gemarkung von Oberbalbach

Der Ort liegt im Taubertal zwischen Edelfingen und Königshofen an der Romantischen Straße. Unterbalbach hat etwa 1500 Einwohner (Stand 2025) und eine Fläche von 5,17 km².

## Geschichte
Das Dorf gehörte zum Amt Lauda. Dieses hatte bis 1506 eine Reihe wechselnder Landesherrschaften und war dann Teil des Bistums Würzburg bis zu dessen Säkularisation 1803. Es kam zunächst an das Fürstentum Leiningen. Nach Auflösung des Fürstentums 1806 durch die Rheinbundakte wurde es dann dem Großherzogtum Baden zugeschlagen.
Am 1. Januar 1975 vereinigte sich die Stadt Lauda mit der Stadt Königshofen und der Gemeinde Unterbalbach im Rahmen der Gebietsreform in Baden-Württemberg zur Stadt Lauda-Königshofen. Weitere ehemals selbstständige Gemeinden kamen hinzu.
Von etwa 1345 bis zu ihrer Zerstörung 1523 stand in Unterbalbach eine Wasserburg, die Untere Burg Unterbalbach.

## Kultur und Sehenswürdigkeiten

### Bauwerke und Baudenkmale

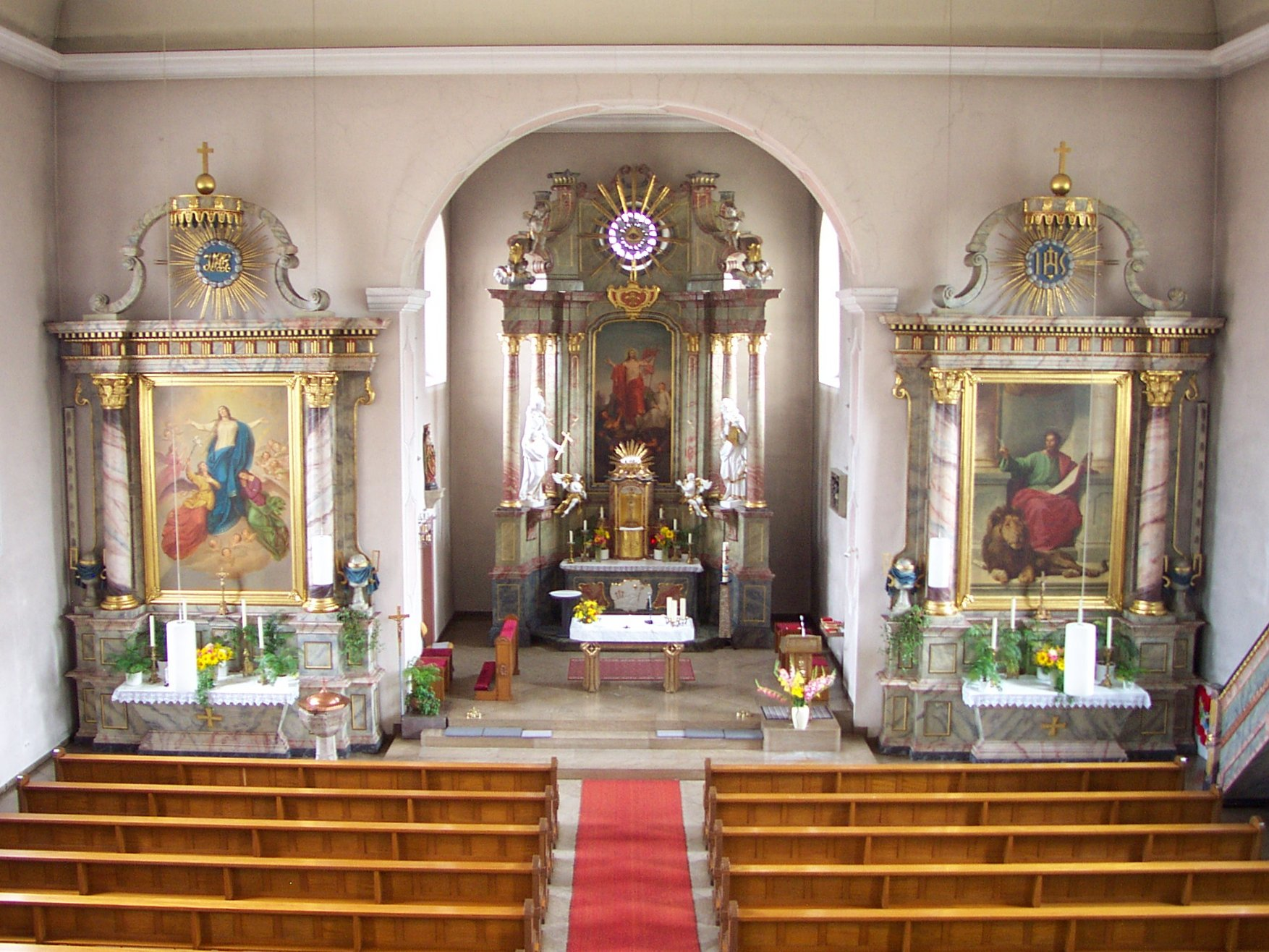
Dorfkirche St. Markus

Zu den Sehenswürdigkeiten des Ortes zählen der jüdische Friedhof Unterbalbach (seit 1590), einer der ältesten in Baden-Württemberg, und die römisch-katholische Pfarrkirche St. Markus von 1824.

### Rad- und Wanderwege
Der rund 90 km lange Taubertalradweg, der sich von Wertheim am Main bis Rothenburg ob der Tauber erstreckt, führt durch den Ort. Der Panoramaweg Taubertal führt ebenfalls durch den Ort.